# AFC Challenge League 2025/26
Die AFC Challenge League 2025/26 ist die zweite Spielzeit des drittwichtigsten asiatischen Wettbewerbs für Vereinsmannschaften im Fußball unter dieser Bezeichnung und die zwölfte insgesamt. Die Saison begann mit der Qualifikationsrunde am 12. August 2025 und soll mit dem Finale am 9. Mai 2026 enden. Titelverteidiger Arkadag FK aus Turkmenistan nimmt an der AFC Champions League Two teil.

## Qualifikation
Die Spielpaarungen in der Qualifikationsrunde wurden nach der in die West- und Ostregion aufgeteilten Rangliste für Vereinswettbewerbe 2023/24 und der Zugangsliste gesetzt, wobei Begegnungen zwischen Mannschaften desselben Landesverbandes ausgeschlossen waren. Die Qualifikationsrunde wurde in jeweils einem Spiel entschieden, wobei der Verein aus dem höhergesetzten Verband jeweils Heimrecht hatte. Bei einem Gleichstand wurde zunächst eine Verlängerung gespielt und dann gegebenenfalls ein Elfmeterschießen angewendet.
Die Sieger erreichten die Gruppenphase. Die unterlegenen Mannschaften schieden aus. Die Spiele fanden am 12. August 2025 statt.
|                    | Ergebnis                    |                    | Region |
| ------------------ | --------------------------- | ------------------ | ------ |
| Abahani Ltd. Dhaka | 0:2 (0:0)                   | Muras United FC    | West   |
| al-Karama          | 0:1 (0:1)                   | Bashundhara Kings  | West   |
| Abdish-Ata Kant    | 5:2 (3:0)                   | Hutteen SC         | West   |
| Maziya S&RC        | 0:4 (0:2)                   | al-Arabi           | West   |
| Paro FC            | 1:0 (0:0)                   | Abu Muslim FC      | West   |
| Tainan City FC     | 4:1 (1:0)                   | Khangarid FC       | Ost    |
| SP Falcons FC      | 3:1 (1:0)                   | Taichung Futuro FC | Ost    |
| Yangon United      | 1:1 n. V. (0:0) (3:5 i. E.) | Ezra FC            | Ost    |
| Kasuka FC          | 0:6 (0:1)                   | Phnom Penh Crown   | Ost    |

## Gruppenphase
An der Gruppenphase nehmen wie seit der Vorsaison üblich 20 Mannschaften teil. 11 Mannschaften sind direkt qualifiziert, dazu kommen noch fünf aus der West- und vier aus der Ostregion, die sich über die Qualifikationsrunde qualifizieren müssen. Die Auslosung findet am 24. August 2025 in der malaysischen Hauptstadt Kuala Lumpur statt. Die Mannschaften werden in der Westregion in drei Gruppen mit je vier Teilnehmern und in der Ostregion in zwei Gruppen mit je vier Teilnehmern gelost. Die Teams der Westregion werden die Gruppen A bis C, die der Ostregion die Gruppen D und E bilden. Mannschaften desselben Landesverbandes können nicht in dieselbe Gruppe gelost werden.
Die Gruppenersten und der beste Gruppenzweite der Gruppen A bis C sowie die Gruppenersten und -zweiten der Gruppen D und E qualifizieren sich für das Viertelfinale. Alle anderen Mannschaften scheiden aus dem Wettbewerb aus.

### Westregion
- Altyn Asyr FK (Dritter der Ýokary Liga 2024)
- al-Shabab SC (Sieger des Oman Cups 2024/25)
- al-Ansar (Meister der Lebanese Premier League 2024/25)
- Safa SC Beirut (Zweiter der Lebanese Premier League 2024/25)
- al Kuwait SC (Meister der Kuwaiti Premier League 2024/25)
- Regar TadAZ (Verlierer der CL-Two-Qualifikation)
- al-Seeb Club (Verlierer der CL-Two-Qualifikation)
- al-Arabi (Sieger der Qualifikation)
- Bashundhara Kings (Sieger der Qualifikation)
- Abdish-Ata Kant (Sieger der Qualifikation)
- Muras United FC (Sieger der Qualifikation)
- Paro FC (Sieger der Qualifikation)

### Ostregion
- Dewa United (Zweiter der Liga 1 2024/25)
- PKR Svay Rieng (Meister der Cambodian Premier League 2024/25)
- Shan United (Meister der Myanmar National League 2024/25)
- Manila Digger FC (Verlierer der CL-Two-Qualifikation)
- Phnom Penh Crown (Sieger der Qualifikation)
- Tainan City FC (Sieger der Qualifikation)
- SP Falcons FC (Sieger der Qualifikation)
- Ezra FC (Sieger der Qualifikation)